# Đổng Nhạc Sơn
Đổng Nhạc Sơn (tiếng Trung: 董乐山; 14 tháng 11 năm 1924 – 16 tháng 1 năm 1999) là một nhà văn và dịch giả người Trung Quốc. Được mô tả là "một trong những dịch giả Trung Quốc tốt nhất và viết nhiều tác phẩm nhất trong thế kỷ 20", sự nghiệp của ông kéo dài nửa thế kỷ. Ông đã dịch nhiều ấn phẩm tiếng Anh sang tiếng Trung Quốc, bao gồm The Rise and Fall of the Third Reich, The Glory and the Dream, và Red Star Over China.

## Tiểu sử
Đổng Nhạc Sơn sinh ngày 14 tháng 11 năm 1924 tại Ninh Ba, Chiết Giang. Khi còn học đại học, ông đã bắt đầu dịch các tác phẩm từ tiếng Anh sang tiếng Trung Quốc. Sau khi tốt nghiệp Đại học St. John's, Thượng Hải với bằng tiếng Anh năm 1946, ông được Tân Hoa Xã thuê làm một trong những người dịch tin tức đầu tiên ở Trung Quốc.

## Sự nghiệp
Đổng Nhạc Sơn đã dịch cuốn sách The Rise and Fall of the Third Reich của William L. Shirer ngay sau khi tác phẩm được xuất bản lần đầu tiên bằng tiếng Anh. Mặc dù ban đầu bị hạn chế lưu hành, bản dịch của ông đã được nhiều người đọc và ấn bản thứ ba xuất bản vào năm 1971. Trong những năm 1970, ông đã dịch các cuốn sách The Glory and the Dream của William Manchester và Red Star Over China của Edgar Snow, cùng với một số tác phẩm lịch sử khác. Ông có nhiều bản dịch nhất ở tuổi sáu mươi, khi đang làm việc tại Viện Nghiên cứu Hoa Kỳ của Viện Khoa học xã hội Trung Quốc. Ông cũng viết nhiều bài luận về các vấn đề dịch từ tiếng Anh sang tiếng Trung Quốc.

## Qua đời
Đổng Nhạc Sơn có hơn 50 năm làm công việc dịch thuật và qua đời ngày 16 tháng 1 năm 1999 tại Bắc Kinh.

## Ảnh hưởng
Ông bị cáo buộc là "cánh hữu" trong Chiến dịch chống cánh hữu năm 1957. Ông bị khủng bố trong thời kỳ Cách mạng Văn hóa (1966–1976). Tuy nhiên, ông được giới văn nghệ Trung Quốc đón nhận nồng nhiệt. Năm 1994, ông nhận Giải thưởng Trao đổi Văn học Trung-Mỹ vì những đóng góp trong lĩnh vực dịch thuật ở Trung Quốc. Theo Yuwu Song trong Từ điển Tiểu sử của Cộng hòa Nhân dân Trung Hoa, ông là "một trong những dịch giả tiếng Trung tốt nhất và viết nhiều tác phẩm nhất trong thế kỷ 20".

### Sách
- Song, Yuwu (2013). Biographical Dictionary of the People's Republic of China. McFarland. ISBN 9780786435821.